# Butastur
Butastur – rodzaj ptaków z podrodziny jastrzębi (Accipitrinae) w obrębie rodziny  jastrzębiowatych (Accipitridae).

## Rozmieszczenie geograficzne
Rodzaj obejmuje gatunki występujące w Afryce i Azji.

## Morfologia
Długość ciała 35–48 cm, rozpiętość skrzydeł 84–110 cm; masa ciała 300–433 g.

## Systematyka
Rodzaj zdefiniował w 1843 roku angielski etnolog i przyrodnik Brian Houghton Hodgson w artykule poświęconym spisowi katalogowemu nepalskich ptaków, opublikowanym w czasopiśmie The journal of the Asiatic Society of Bengal. Gatunkiem typowym jest (oryginalne oznaczenie) myszołap białooki (B. teesa).

### Etymologia
- Butastur: zbitka wyrazowa nazw rodzajów: Buteo Lacépède, 1799 (myszołów) oraz Astur Lacépède, 1801 (jastrząb)[6].
- Buteopernis: łac. buteo, buteonis ‘myszołów’; rodzaj Pernis Cuvier, 1816 (trzmielojad)[7].
- Poliornis: gr. πολια polia ‘siwowłosy’; ορνις ornis, ορνιθος ornithos ‘ptak’[8]. Gatunek typowy (późniejsze oznaczenie): Circus teesa Franklin, 1831[4].
- Valeria: łac. valeria ‘rodzaj orła’[9]. Gatunek typowy (oryginalne oznaczenie): Circus teesa Franklin, 1831.
- Bupernis: łac. buteo, buteonis ‘myszołów’; rodzaj Pernis Cuvier, 1816 (trzmielojad)[10]. Gatunek typowy (późniejsze oznaczenie): Circus teesa Franklin, 1831[11].

### Podział systematyczny
Do rodzaju należą następujące gatunki:
- Butastur liventer (Temminck, 1827) – myszołap białobrzuchy
- Butastur rufipennis (Sundevall, 1850) – myszołap rdzawoskrzydły
- Butastur teesa (Franklin, 1831) – myszołap białooki
- Butastur indicus (J.F. Gmelin, 1788) – myszołap białobrewy